# Paraguay en la Copa Mundial de Fútbol de 1998
La selección de Paraguay fue uno de los 32 países participantes de la Copa Mundial de Fútbol de 1998, realizada en Francia.

## Clasificación
A diferencia de los procesos clasificatorios anteriores, los cuales estaban divididos por fase de grupos, por primera vez y hasta el día de hoy la eliminatoria sudamericana está compuesta por el sistema todos contra todos entre las nueve escuadras miembros de la Conmebol a excepción de la selección de Brasil, dado que ésta estaba clasificada automáticamente por ser el campeón defensor del mundial pasado (EE. UU 1994).
Las eliminatorias sudamericanas para el Mundial 1998 se realizaron entre abril de 1996 y noviembre de 1997. Paraguay finalizó en segunda posición con 29 puntos, clasificando a una Copa del Mundo luego de 12 años (última vez en México 1986).

### Primera ronda
| Fecha                   | Lugar        |           |  | Resultado |  |          |
| ----------------------- | ------------ | --------- |  | --------- |  | -------- |
| 24 de abril de 1996     | Barranquilla | Colombia  |  | 1:0 (0:0) |  | Paraguay |
| 2 de junio de 1996      | Montevideo   | Uruguay   |  | 0:2 (0:1) |  | Paraguay |
| 1 de septiembre de 1996 | Buenos Aires | Argentina |  | 1:1 (1:1) |  | Paraguay |
| 9 de octubre de 1996    | Asunción     | Paraguay  |  | 2:1 (1:1) |  | Chile    |
| 10 de noviembre de 1996 | Asunción     | Paraguay  |  | 1:0 (1:0) |  | Ecuador  |
| 15 de diciembre de 1996 | La Paz       | Bolivia   |  | 0:0       |  | Paraguay |
| 12 de enero de 1997     | Mérida       | Venezuela |  | 0:2 (0:1) |  | Paraguay |
| 12 de febrero de 1997   | Asunción     | Paraguay  |  | 2:1 (2:1) |  | Perú     |

### Segunda ronda
| Fecha                    | Lugar    |          |  | Resultado |  |           |
| ------------------------ | -------- | -------- |  | --------- |  | --------- |
| 2 de abril de 1997       | Asunción | Paraguay |  | 2:1 (1:0) |  | Colombia  |
| 30 de abril de 1997      | Asunción | Paraguay |  | 3:1 (1:0) |  | Uruguay   |
| 6 de julio de 1997       | Asunción | Paraguay |  | 1:2 (0:2) |  | Argentina |
| 20 de julio de 1997      | Santiago | Chile    |  | 2:1 (1:0) |  | Paraguay  |
| 20 de agosto de 1997     | Quito    | Ecuador  |  | 2:1 (0:1) |  | Paraguay  |
| 10 de septiembre de 1997 | Asunción | Paraguay |  | 2:1 (2:0) |  | Bolivia   |
| 12 de octubre de 1997    | Asunción | Paraguay |  | 1:0 (0:0) |  | Venezuela |
| 16 de noviembre de 1997  | Lima     | Perú     |  | 1:0 (1:0) |  | Paraguay  |

### Posiciones
| Equipo       | Pts | PJ | PG | PE | PP | GF | GC | DIF |
| ------------ | --- | -- | -- | -- | -- | -- | -- | --- |
| 1. Argentina | 30  | 16 | 8  | 6  | 2  | 23 | 13 | 10  |
| 2. Paraguay  | 29  | 16 | 9  | 2  | 5  | 21 | 14 | 7   |
| 3. Colombia  | 28  | 16 | 8  | 4  | 4  | 23 | 15 | 8   |
| 4. Chile     | 25  | 16 | 7  | 4  | 5  | 32 | 18 | 14  |
| 5. Perú      | 25  | 16 | 7  | 4  | 5  | 19 | 20 | -1  |
| 6. Ecuador   | 21  | 16 | 6  | 3  | 7  | 22 | 21 | 1   |
| 7. Uruguay   | 21  | 16 | 6  | 3  | 7  | 18 | 21 | -3  |
| 8. Bolivia   | 17  | 16 | 4  | 5  | 7  | 18 | 21 | -3  |
| 9. Venezuela | 3   | 16 | 0  | 3  | 13 | 8  | 41 | -33 |

| L\V                  | Bandera de Argentina | Bandera de Bolivia | Bandera de Chile | Bandera de Colombia | Bandera de Ecuador | Bandera de Paraguay | Bandera de Perú | Bandera de Uruguay | Bandera de Venezuela |
| Bandera de Argentina |                      | 3:1                | 1:1              | 1:1                 | 2:1                | 1:1                 | 2:0             | 0:0                | 2:0                  |
| Bandera de Bolivia   | 2:1                  |                    | 1:1              | 2:2                 | 2:0                | 0:0                 | 0:0             | 1:0                | 6:1                  |
| Bandera de Chile     | 1:2                  | 3:0                |                  | 4:1                 | 4:1                | 2:1                 | 4:0             | 1:0                | 6:0                  |
| Bandera de Colombia  | 0:1                  | 3:0                | 4:1              |                     | 1:0                | 1:0                 | 0:1             | 3:1                | 1:0                  |
| Bandera de Ecuador   | 2:0                  | 1:0                | 1:1              | 0:1                 |                    | 2:1                 | 4:1             | 4:0                | 1:0                  |
| Bandera de Paraguay  | 1:2                  | 2:1                | 2:1              | 2:1                 | 1:0                |                     | 2:1             | 3:1                | 1:0                  |
| Bandera de Perú      | 0:0                  | 2:1                | 2:1              | 1:1                 | 1:1                | 1:0                 |                 | 2:1                | 4:1                  |
| Bandera de Uruguay   | 0:0                  | 1:0                | 1:0              | 1:1                 | 5:3                | 0:2                 | 2:0             |                    | 3:1                  |
| Bandera de Venezuela | 2:5                  | 1:1                | 1:1              | 0:2                 | 1:1                | 0:2                 | 0:3             | 0:2                |                      |

### Evolución de posiciones
| País/Fecha   | 1                | 2                  | 3                   | 4                  | 5               | 6                    | 7                  | 8                   | 9                    | 10               | 11                 | 12                  | 13                 | 14              | 15                   | 16                 | 17                  | 18                   |
| ------------ | ---------------- | ------------------ | ------------------- | ------------------ | --------------- | -------------------- | ------------------ | ------------------- | -------------------- | ---------------- | ------------------ | ------------------- | ------------------ | --------------- | -------------------- | ------------------ | ------------------- | -------------------- |
| Paraguay     | 6°               | 3°                 | 6°                  | 5°                 | 4°              | 2°                   | 2°                 | 2°                  | 2°                   | 1°               | 1°                 | 1°                  | 1°                 | 2°              | 3°                   | 3°                 | 2°                  | 2°                   |
| Equipo libre | Bandera de Chile | Bandera de Bolivia | Bandera de Paraguay | Bandera de Uruguay | Bandera de Perú | Bandera de Argentina | Bandera de Ecuador | Bandera de Colombia | Bandera de Venezuela | Bandera de Chile | Bandera de Bolivia | Bandera de Paraguay | Bandera de Uruguay | Bandera de Perú | Bandera de Argentina | Bandera de Ecuador | Bandera de Colombia | Bandera de Venezuela |

## Clasificación
Paraguay consigue su anhelada e histórica clasificación el día 10 de setiembre de 1997, después de más de 11 años de espera. La selección guaraní sella su pasaporte a Francia después de ganar a Bolivia 2:1 en la fecha 16 con goles de Miguel "El Peque" Benítez y Carlos "El Colorado Gamarra". Paraguay alcanzaba el objetivo de los 26 puntos para que sean inalcanzables para Chile,  ya que se encontraban en la quinta posición con 19 puntos. 

### El Polémico gol de Felix Torres
Algunos periodistas suelen crear confusión en la gente al afirmar que el gol de la clasificación al mundial fue anotado por Felix El Tanque Torres contra Venezuela en la fecha 17 el día 12 de octubre de 1997, Este gol fue el último de Paraguay como local en las eliminatorias y era importante para los festejos por el logro conseguido pero no fue el gol que selló la clasificación ya que la selección de Paraguay ya había conseguido los puntos necesarios así como también inalcanzables (26) y ya no podía ser alcanzado por Chile (19) que en la fecha 17 se encontraba en la quinta posición y teniendo en cuenta que existían 4 plazas de clasificación directa. Los créditos de los goles de la clasificación deberían ser para Miguel Benitez y para Carlos Gamarra. Paraguay terminó ganando ese partido contra Venezuela,  pero la clasificación ya estaba asegurada inclusive perdiendo ese partido. Esta información histórica como polémica ya fue corregida por algunos renombrados periodistas como Andrés Riquelme teniendo en cuenta que era el gol con el cual Paraguay regresaba a los mundiales después de 12 largos años.

## Preparación

### Enfrentamientos previos
La selección paraguaya en el año 1998, luego de finalizar las eliminatorias sudamericanas y haber clasificado luego de mucho tiempo, había disputado un total de diez partidos amistosos con el fin de prepararse para lo que sería la Copa del Mundo de ese año, a realizarse en el país francés.

| Fecha                | Lugar         |                 |                            | Resultado |                     |          |
| -------------------- | ------------- | --------------- | -------------------------- | --------- | ------------------- | -------- |
| 8 de febrero de 1998 | Asunción      | Paraguay        | Bandera de Paraguay        | 4:0       | Bandera de Polonia  | Polonia  |
| 14 de marzo de 1998  | San Diego     | Estados Unidos  | Bandera de Estados Unidos  | 2:2       | Bandera de Paraguay | Paraguay |
| 18 de marzo de 1998  | México, D. F. | México          | Bandera de México          | 1:1       | Bandera de Paraguay | Paraguay |
| 29 de marzo de 1998  | New Haven     | Colombia        | Bandera de Colombia        | 1:1       | Bandera de Paraguay | Paraguay |
| 22 de abril de 1998  | Parma         | Italia          | Bandera de Italia          | 3:1       | Bandera de Paraguay | Paraguay |
| 17 de mayo de 1998   | Tokio         | Japón           | Bandera de Japón           | 1:1       | Bandera de Paraguay | Paraguay |
| 20 de mayo de 1998   | Kobe          | República Checa | Bandera de República Checa | 1:0       | Bandera de Paraguay | Paraguay |
| 1 de junio de 1998   | Eindhoven     | Países Bajos    | Bandera de Países Bajos    | 5:1       | Bandera de Paraguay | Paraguay |
| 3 de junio de 1998   | Bucarest      | Rumania         | Bandera de Rumania         | 3:2       | Bandera de Paraguay | Paraguay |
| 6 de junio de 1998   | Bruselas      | Bélgica         | Bandera de Bélgica         | 1:0       | Bandera de Paraguay | Paraguay |

## Participación

### Primera fase
La selección de Paraguay quedó encuadrada en el grupo D con España, Nigeria y Bulgaria. Tras obtener dos empates sin goles con búlgaros y españoles, los paraguayos accedieron a la segunda fase al derrotar a los africanos por 3-1, dejando fuera del Mundial a España.
| Equipo   | Pts | PT | G | E | P | GF | GC | DG |
| -------- | --- | -- | - | - | - | -- | -- | -- |
| Nigeria  | 6   | 3  | 2 | 0 | 1 | 5  | 5  | 0  |
| Paraguay | 5   | 3  | 1 | 2 | 0 | 3  | 1  | 2  |
| España   | 4   | 3  | 1 | 1 | 1 | 8  | 4  | 4  |
| Bulgaria | 1   | 3  | 0 | 1 | 2 | 1  | 7  | -6 |

| 12 de junio de 1998 | Paraguay | 0:0     | Bulgaria | Stade de la Mosson, Montpellier                                                   |                                                                                   |
|                     |          | Reporte |          | Asistencia: 27.650 espectadores Árbitro(s): Abdul Rahman Al Zaid (Arabia Saudita) | Asistencia: 27.650 espectadores Árbitro(s): Abdul Rahman Al Zaid (Arabia Saudita) |

| 19 de junio de 1998 | España | 0:0     | Paraguay | Stade Geoffroy-Guichard, St. Étienne                               |                                                                    |
|                     |        | Reporte |          | Asistencia: 30.600 espectadores Árbitro(s): Ian McLeod (Sudáfrica) | Asistencia: 30.600 espectadores Árbitro(s): Ian McLeod (Sudáfrica) |

| 24 de junio de 1998 | Nigeria   | 1:3 (1:1) | Paraguay                             | Stade de Toulouse, Toulouse                                        |                                                                    |
|                     | Oruma 11' | Reporte   | Ayala 1' · Benítez 58' · Cardozo 86' | Asistencia: 55.000 espectadores Árbitro(s): Un Prasert (Tailandia) | Asistencia: 55.000 espectadores Árbitro(s): Un Prasert (Tailandia) |

### Octavos de final
En octavos de final debieron enfrentar al local Francia. Los 90 minutos terminaron empatados 0-0, por lo que se recurrió a la prórroga para buscar un ganador, el cual fueron los anfitriones luego del único  gol de oro en los mundiales conseguido por Laurent Blanc en el segundo tiempo del alargue, y Paraguay fue así eliminado de la competición. Los galos terminarían coronándose campeones.
| 28 de junio de 1998 | Francia    | 1:0 (0:0, 0:0) (t. s.) | Paraguay | Stade Félix Bollaert, Lens                                                       |                                                                                  |
|                     | Blanc 114' | Reporte                |          | Asistencia: 38.100 espectadores Árbitro(s): Ali Bujsaim (Emiratos Árabes Unidos) | Asistencia: 38.100 espectadores Árbitro(s): Ali Bujsaim (Emiratos Árabes Unidos) |

## Jugadores
*Obs.: Datos previos al inicio del torneo (junio de 1998)
| N.º | Nombre                  | Dep | Posición      | Edad | Club                        |
| --- | ----------------------- | --- | ------------- | ---- | --------------------------- |
| 1   | José Luis Chilavert     |     | Arquero       | 32   | Vélez Sarsfield             |
| 2   | Francisco Arce          |     | Defensa       | 27   | Palmeiras                   |
| 3   | Catalino Rivarola       |     | Defensa       | 33   | Grêmio                      |
| 4   | Carlos Gamarra          |     | Defensa       | 27   | Corinthians                 |
| 5   | Celso Ayala             |     | Defensa       | 27   | River Plate                 |
| 6   | Edgar Aguilera          |     | Mediocampista | 22   | Cerro Porteño               |
| 7   | Julio César Yegros      |     | Delantero     | 27   | Cruz Azul                   |
| 8   | Arístides Rojas         |     | Delantero     | 27   | Unión de Santa Fe           |
| 9   | José Saturnino Cardozo  |     | Delantero     | 27   | Toluca                      |
| 10  | Roberto Acuña           |     | Mediocampista | 26   | Real Zaragoza               |
| 11  | Pedro Sarabia           |     | Defensa       | 22   | River Plate                 |
| 12  | Danilo Aceval           |     | Arquero       | 22   | Unión de Santa Fe           |
| 13  | Carlos Humberto Paredes |     | Mediocampista | 21   | Olimpia                     |
| 14  | Ricardo Rojas           |     | Defensa       | 27   | Estudiantes de La Plata     |
| 15  | Miguel Ángel Benítez    |     | Mediocampista | 28   | Espanyol                    |
| 16  | Julio César Enciso      |     | Mediocampista | 23   | Internacional               |
| 17  | Hugo Brizuela           |     | Delantero     | 29   | Argentinos Juniors          |
| 18  | César Ramírez           |     | Delantero     | 21   | Sporting Lisboa             |
| 19  | Carlos Morales Santos   |     | Mediocampista | 29   | Gimnasia y Esgrima de Jujuy |
| 20  | Denis Caniza            |     | Defensa       | 23   | Olimpia                     |
| 21  | Jorge Luis Campos       |     | Delantero     | 27   | Beijing Guoan               |
| 22  | Rubén Ruiz Díaz         |     | Arquero       | 28   | Monterrey                   |
| DT  | Paulo César Carpegiani  |     |               | 49   |                             |

Fuente